# Łódzki Rower Publiczny

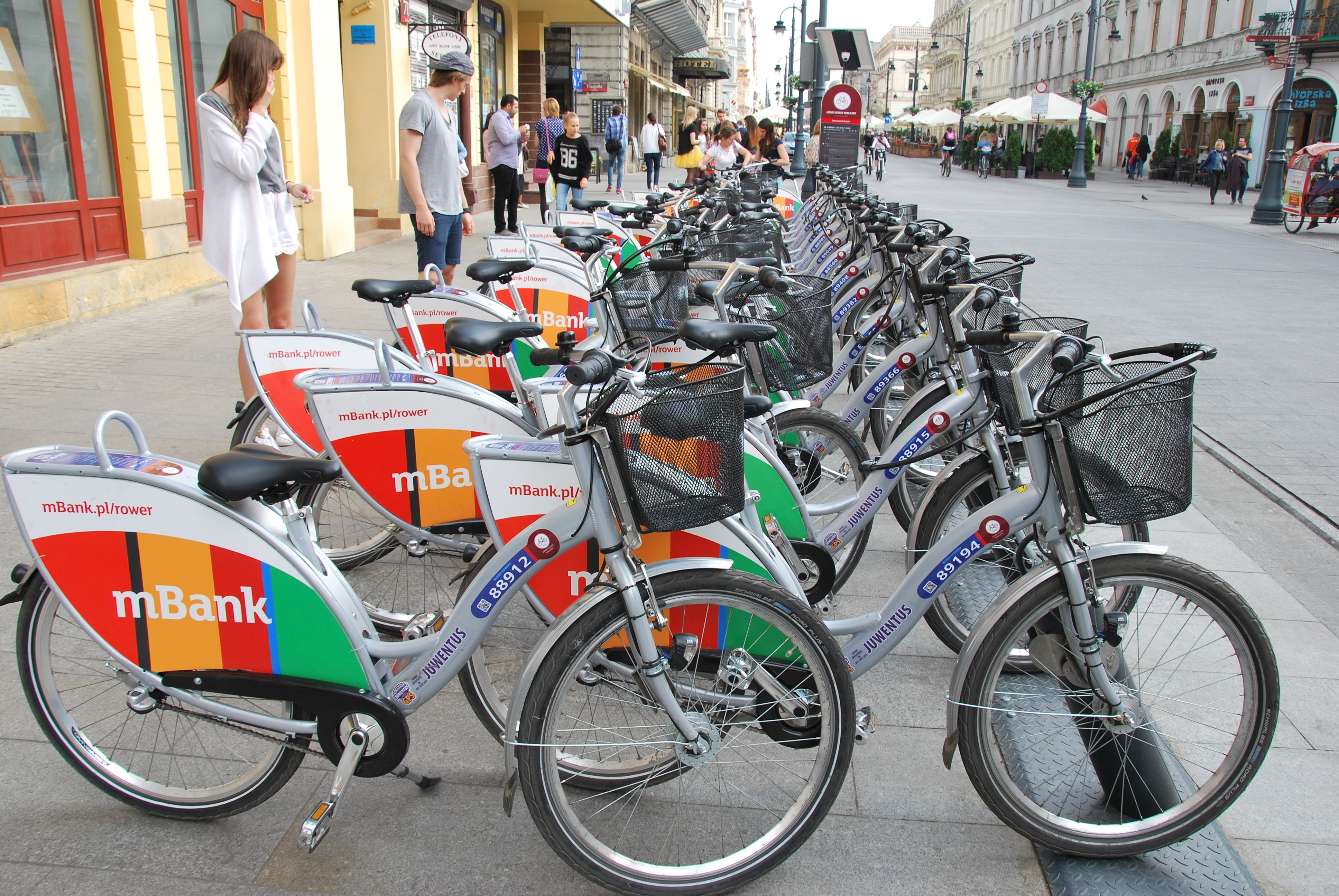
Stacja ŁRP przy ul. Piotrkowskiej (maj 2016)

Łódzki Rower Publiczny (w skrócie ŁRP) – system samoobsługowych wypożyczalni rowerów publicznego roweru miejskiego, działający w Łodzi. System funkcjonuje przez 9 miesięcy w roku, od marca do listopada.
Projekt realizacji Łódzkiego Roweru Publicznego powstał jako propozycja do pierwszego łódzkiego budżetu obywatelskiego (na rok 2014). W projekcie przewidziano utworzenie 30 stacji na łącznie 300 rowerów. Po argumentacji łódzkich środowisk rowerowych stwierdzono jednak, że sieć ta byłaby zbyt mała, wobec czego podjęto decyzję o dodatkowym dofinansowaniu projektu przez miasto. Pierwszy etap zrealizowano 30 kwietnia 2016 roku, otwierając na terenie strefy wielkomiejskiej Łodzi pierwsze 100 stacji wyposażonych łącznie w 1000 rowerów.
1 sierpnia 2016 roku uruchomiona została w centralnym punkcie parkingu Portu Łódź 101. stacja – pierwsza w Łodzi stacja sponsorska (i pierwsza poza centrum miasta), której koszt wyposażenia i instalacji oraz włączenia do systemu został pokryty przez Port Łódź i łódzki sklep sieci „IKEA”.
W ramach wielkiej rozbudowy ŁRP, od początku sierpnia 2017 r. działało 47 nowych stacji rozmieszczonych w nowych rejonach miasta. W ten sposób Łódzki Rower Publiczny umocnił się na pozycji drugiego w Polsce oraz piątego w Europie największego systemu rowerów publicznych. Do końca 2017 r. planowano dobudować jeszcze 56 stacji.
7 września 2017 roku do sieci ŁRP włączono pierwsze 10 rowerów cargo, posiadających skrzynię ładunkową o ładowności do 100 kg, a ponadto – dzięki wyposażeniu w składane ławki i pasy bezpieczeństwa – przystosowaną do przewozu dzieci.
W 2019 zawieszono działalność ŁRP na okres dwóch lat, co zbiegło się z pandemią koronawirusa. W 2021 roku, na cztery sezony, nowym operatorem ŁRP została firma Homeport, oferująca 1500 rowerów na 150 stacjach. Reaktywowany system reklamowany pod nazwą „Łódzki Rower Publiczny 2.0” nie cieszył się dobrą opinią. Rowery były niedostatecznie serwisowane, na stacjach masowo brakowało jednośladów, występowały liczne akty ich kradzieży i dewastacji. W styczniu 2024 roku magistrat poinformował o rozwiązaniu umowy z firmą Homeport i bez zwłoki ogłosił przetarg na wyłonienie nowego operatora na sezon 2024. Została nim, ponownie, firma Nextbike